# السفارة السعودية في الغابون
سفارة المملكة العربية السعودية في جمهورية الغابون، هي بعثة دبلوماسية سعودية تقع العاصمة ليبرفيل ويترأس البعثة سفير خادم الحرمين الشريفين فراج بن نادر بن فراج بن نادر.

## وصلات خارجية
- موقع سفارة المملكة العربية السعودية السعودية في الغابون
- وزارة الخارجية السعودية (بالعربية)
- Ministry of Foreign Affairs of Kingdom of Saudi Arabia (بالإنجليزية)